# Jennifer Mucino-Fernandez
Jennifer Mucino-Fernandez, född 18 december 2002, är en amerikansk bågskytt. Hon deltog vid olympiska sommarspelen 2020.